# 穆辰山
47°14′9″N 9°24′23″E / 47.23583°N 9.40639°E

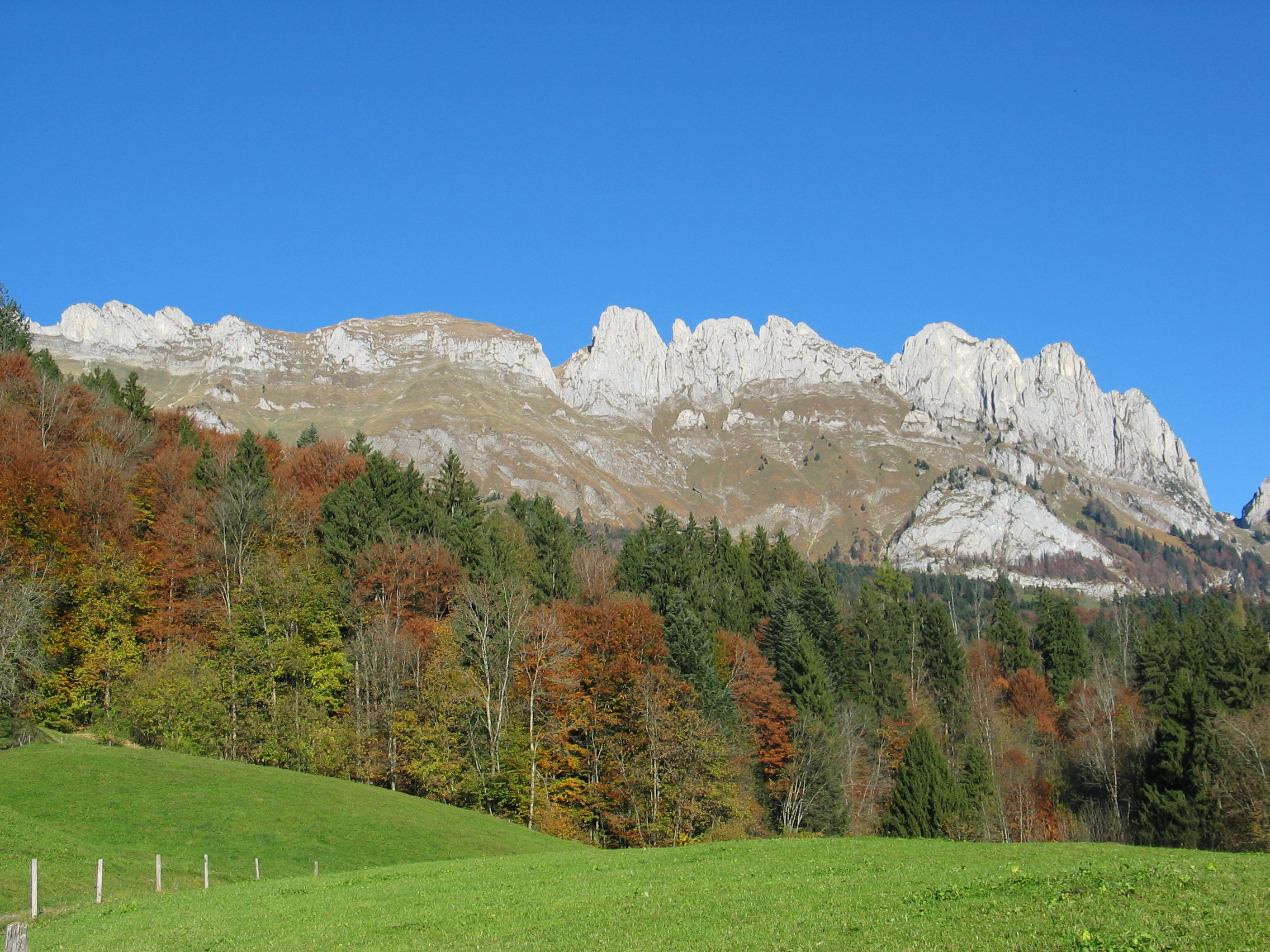

穆辰山（德語：Mutschen），是瑞士的山峰，位於該國東北部，由聖加侖州負責管轄，屬於阿爾卑斯坦山脈的一部分，海拔高度2,121米，每年平均降雨量1,954毫米。